# Sophie Dee

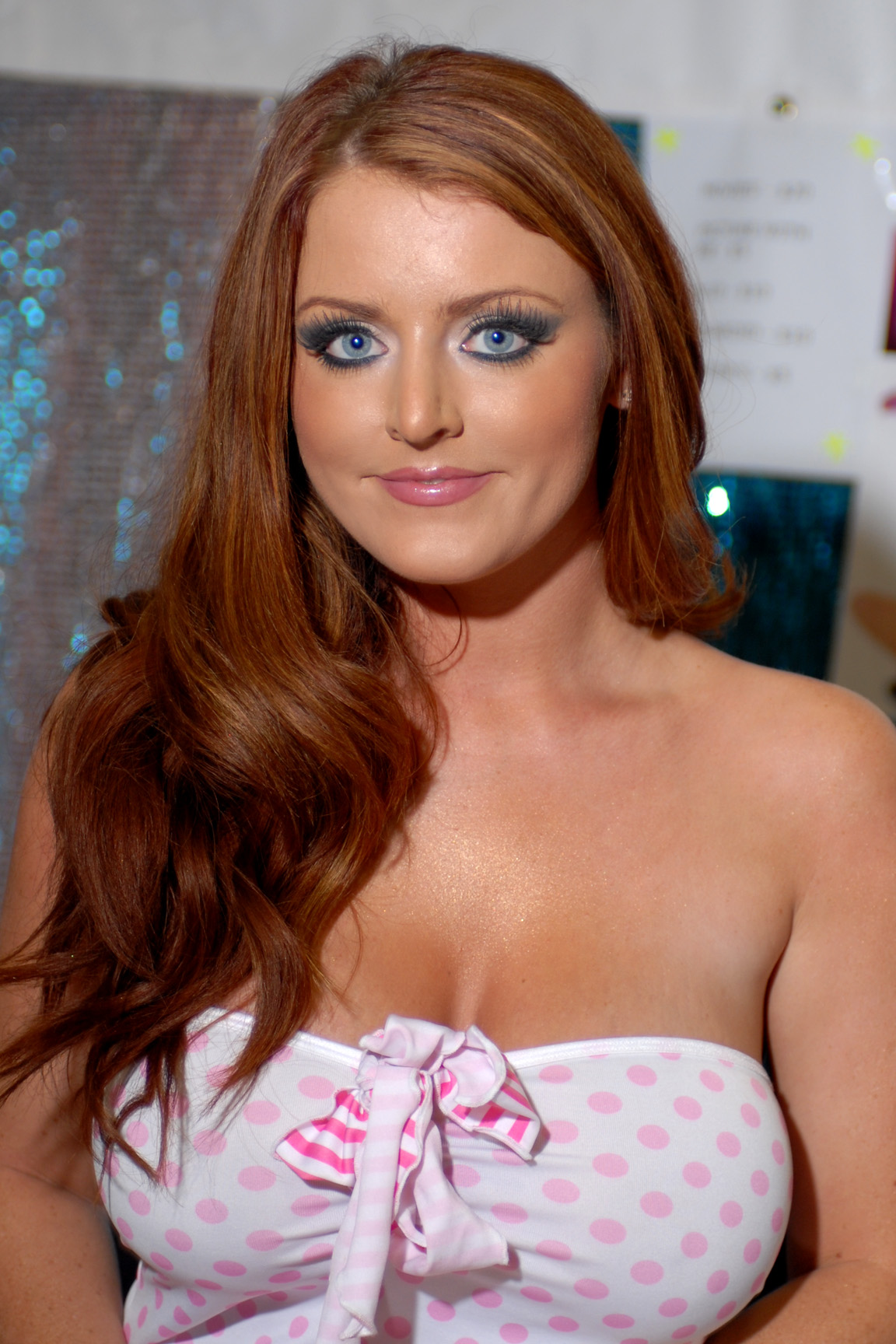
Sophie Dee en 2009.

Sophie Dee, née Kirsty Hill, le 17 janvier 1984 à Llanelli (Pays de Galles, Royaume-Uni) est une actrice de films pornographiques britannique.

## Biographie
Elle est rentrée dans l'industrie du film pour adultes en 2005, lorsqu'elle avait environ 20 ans. Depuis, elle est apparue dans plus de 200 films.
Après avoir quitté l'école, elle a occupé divers emplois tel que travailler dans des cafés et faire du colportage. Elle fait du lap dance et pose seins nus pour le journal anglais The Daily Sport. En janvier 2005, elle déménage en Californie pour démarrer une carrière d'actrice pornographique.
De mars à octobre 2008, elle a fait la couverture du site de recherche pour adulte Booble.com.
En 2014 elle tourna dans les films Hungover Games avec Stéphane Tremblay , une parodie mêlant les films Hunger Games et Very Bad Trip, ainsi que dans Bad Ass 2 : Bad Asses.
En 2019 elle fait son grand retour chez Vixen, en tournant avec l'acteur porno Alex Jones.
En 2020, elle met fin à sa carrière d'actrice après 15 ans d'activité

## Récompenses et nominations
Récompenses
- 2011 : Urban X Awards prix – Interracial Star of the year
- 2011 : Urban X Awards prix – Best Three-Way Sex Scene
- 2019 : Urban X Award – Cumback Star of the Year
- 2020  : Urban X Award – Inducted: Hall of Fame

Nominations
- 2008 : Urban Spice Awards – Best Interracial Star
- 2009 : AVN Award – Best All-Girl Group Sex Scene – Squirt Gangbang 3
- 2009 : AVN Award – Unsung Starlet Of The Year
- 2009 : AVN Award – Web Starlet Of The Year – clubsophiedee.com
- 2010 : AVN Award – Best All-Girl Three-Way Sex Scene – Storm Squirters 6 avec Sindee Jennings et Kristina Rose
- 2010 : AVN Award – Web Starlet of the Year
- 2012 : Nightmoves Award – Best Boobs
- 2012 : XRCO Award – Unsung Siren of the Year
- 2013 : XBiz Award – Best Scene - Gonzo/Non-Feature Release – Pool Party at Seymore's 3: The Sext Generation
- 2013 : Sex Award – Porn's Best Body
- 2014 : XBiz Award – Best Scene - Non-Feature Release – Big Bodacious Knockers 9
- 2014 : Nightmoves Award – Best Boobs
- 2015 : Nightmoves Award – Best Boobs
- 2015 : Nightmoves Award – Best Adult Film Star Feature Dancer
- 2015 : AVN Award – Best Porn Star Website
- 2015 : AVN Award – Mainstream Star of the Year
- 2020 : XBiz Award – Best Sex Scene – Insatiable (II)
- 2021 : XBIZ Cam Award – Best Female Premium Social Media Star
- 2022 : XBiz Award  – Premium Social Media Star of the Year

## Filmographie succincte
- 2005 : British Invasion
- 2005 : She Got Ass 7
- 2006 : Big Wet Asses 9
- 2006 : Belladonna: No Warning 2
- 2006 : British Ho
- 2007 : Milk Nymphos 1
- 2008 : 2 Big 2 Be True 11
- 2008 : Creampie Surprise 5
- 2008 : Neighbor Affair 8
- 2008 : Squirt Gangbang 3
- 2008 : Tag Team Blowjob
- 2008 : Anal Beach Buns 2
- 2009 : Beach Boat And Big Boobs
- 2009 : Big Boob Orgy 2
- 2009 : Fuck My Tits 6

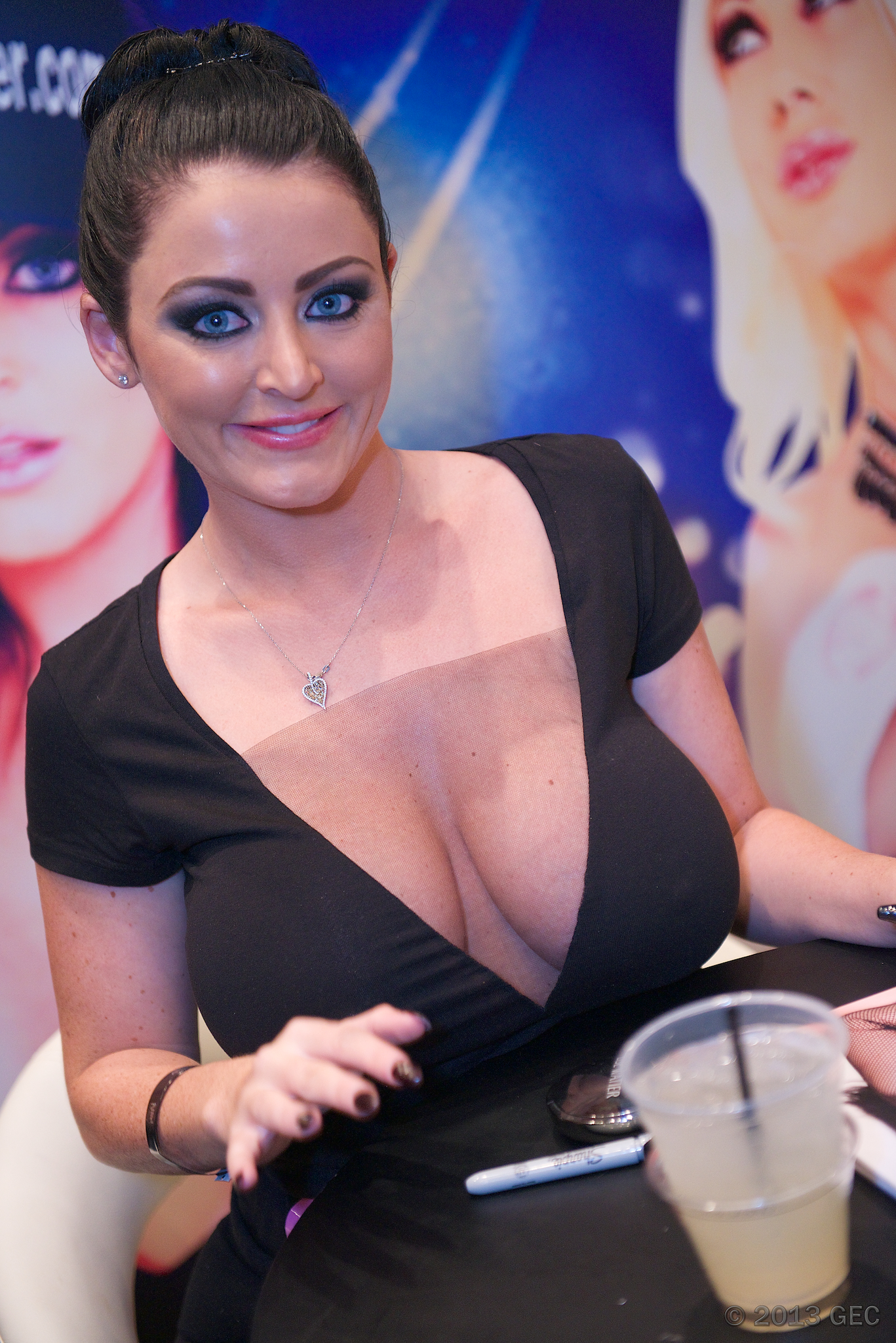
Sophie Dee en 2013

- 2009 : Let The Tits Do The Cleaning
- 2009 : Strap-On Lesbians
- 2010 : Bitchcraft 8
- 2010 : Rico The Destroyer 2
- 2010 : Sophie Dee's Fat Ass And Tits
- 2011 : Big Tits at Work 13
- 2011 : Lesbian Seductions 35
- 2011 : Official Bounty Hunter Parody 4
- 2011 : Sophie Dee's Pussy Adventures
- 2011 : Sophie Dee Solo
- 2012 : Big Oiled Up Asses 4
- 2012 : Big Tit Cream Pie 17
- 2012 : Big Titty Bounce
- 2012 : Cumming Inside Sophie Dee
- 2012 : Girls on Girls on Girls
- 2013 : Anal Appetite 1
- 2013 : Big Bodacious Booties 6
- 2013 : Fuck a Fan 20
- 2013 : Handjob Winner 16
- 2013 : Welsh Beauty Sophie Dee Gets Banged on a Fetish Chair
- 2014 : The Hungover Games
- 2014 : Bad Ass 2 : Bad Asses
- 2014 : A  Haunted House 2
- 2014 : My Sister's Hot Friend 18955
- 2015 : Dirty Pervert
- 2015 : Girls Will Be Girls
- 2016 : Dani Daniels Is Delicious
- 2017 : Blowjob Fridays 24
- 2018 : OMG! You Came In Me
- 2018 : Young Pussy 3 (compilation)
- 2019 : Insatiable (Vixen)
- 2020 : Floozy In The Jacuzzi ft Sophie Dee
- 2020 : Sophie Dee . Big Tits and Big Ass
- 2020 : Sophie Dee Francia James (@FrancesTy) Titty Play
- 2022 : Ass Masterpiece 31462